# Un albergo tranquillo
Un albergo tranquillo (Room and Bird) è un film del 1951 diretto da Friz Freleng. È un cortometraggio d'animazione della serie Merrie Melodies, distribuito negli Stati Uniti il 2 giugno 1951. È il primo dei cinque cortometraggi in cui Eugene Poddany sostituì il compositore abituale Carl Stalling mentre quest'ultimo era convalescente dopo un'operazione al cervello. È stato trasmesso in televisione anche col titolo Il gatto sfrattato.

## Trama
La Nonna e un'altra anziana signora, proprietarie rispettivamente di Titti e Silvestro, introducono di nascosto i loro animali domestici in un hotel dove non sono ammessi animali. Silvestro, sentendo il canto di Titti nella stanza accanto alla sua, lo attira nella propria stanza e ne nasce un inseguimento che viene interrotto dal detective dell'albergo, costringendo sia Titti che Silvestro a tornare di corsa nelle loro stanze e quest'ultimo a mettersi a letto travestito da donna per far uscire il detective. Silvestro poi si intrufola nella stanza di Titti e salta sulla sua gabbia, ma viene messo fuori combattimento a causa della molla con cui è appesa la gabbia e viene trascinato di nuovo nella sua stanza da Titti. Silvestro poi telefona a Titti dicendogli che "la mamma" ha una sorpresa per lui; Titti scende le scale per riceverla, ma invece scende nella gola di Silvestro per poi risalire insieme a un topo che crede che Thomas Jefferson sia ancora il presidente. L'inseguimento poi prosegue su un cornicione e quindi nella stanza di Ettore. Ne segue una colluttazione fra i tre animali il cui chiasso attira nella stanza il detective, costringendo i tre ad allearsi per travestirsi da vecchia signora arrabbiata. Quando il detective esce, i tre animali iniziano a inseguirsi di stanza in stanza. Alla fine l'uomo, accortosi della situazione, torna nell'atrio e annuncia tramite l'interfono che tutti gli animali vanno fatti uscire, venendo investito da un intero zoo.

## Distribuzione

### Edizione italiana
Il corto fu distribuito in Italia il 4 dicembre 1963 nel programma Silvestro e Gonzales, matti e mattatori, in inglese sottotitolato. Il 25 gennaio 1970 una prima edizione italiana fu trasmessa sul Programma Nazionale (e successivamente utilizzata anche nel DVD Tweety & Silvestro); in questa edizione, il cui doppiaggio fu eseguito dalla C.D.C., Titti è chiamato col suo nome originale Tweety. Nel 1977, in occasione di una riedizione di Silvestro e Gonzales, matti e mattatori, il corto fu ridoppiato dalla S.A.S. su dialoghi di Alberto Vecchietti (in alcuni casi di significato diverso da quelli originali); per questa edizione, utilizzata anche in VHS, non fu impiegata la colonna internazionale, sostituendo la musica presente durante i dialoghi e lasciando in inglese la canzone di Titti. Nel 1999, per la trasmissione televisiva, il corto fu ridoppiato nuovamente dalla Time Out Cin.ca sotto la direzione di Massimo Giuliani su dialoghi di Raffaella Pepitoni.

### Edizioni home video

#### VHS
America del Nord
- The Looney Tunes Video Show, #1 (1982)

Italia
- Silvestro e Gonzales, matti e mattatori, 2ª parte (1985)[9]
- Silvestro n. 2 (ottobre 1990)

#### DVD
Il corto fu pubblicato in DVD-Video in America del Nord nel terzo disco della raccolta Looney Tunes Golden Collection: Volume 2 (intitolato Tweety and Sylvester and Friends) distribuita il 2 novembre 2004; il DVD fu pubblicato in Italia il 16 marzo 2005 nella collana Looney Tunes Collection, col titolo Titti e Silvestro. In America del Nord fu inserito anche nel primo disco della raccolta DVD Looney Tunes Spotlight Collection Volume 2, uscita il 2 novembre 2004. In Italia fu invece incluso nel DVD Il tuo simpatico amico Tweety uscito il 9 settembre 2009. Fu infine incluso nel DVD Tweety & Silvestro della collana Looney Tunes Super Stars, uscito in America del Nord il 30 novembre 2010 e in Italia l'8 dicembre.